# Imieniny

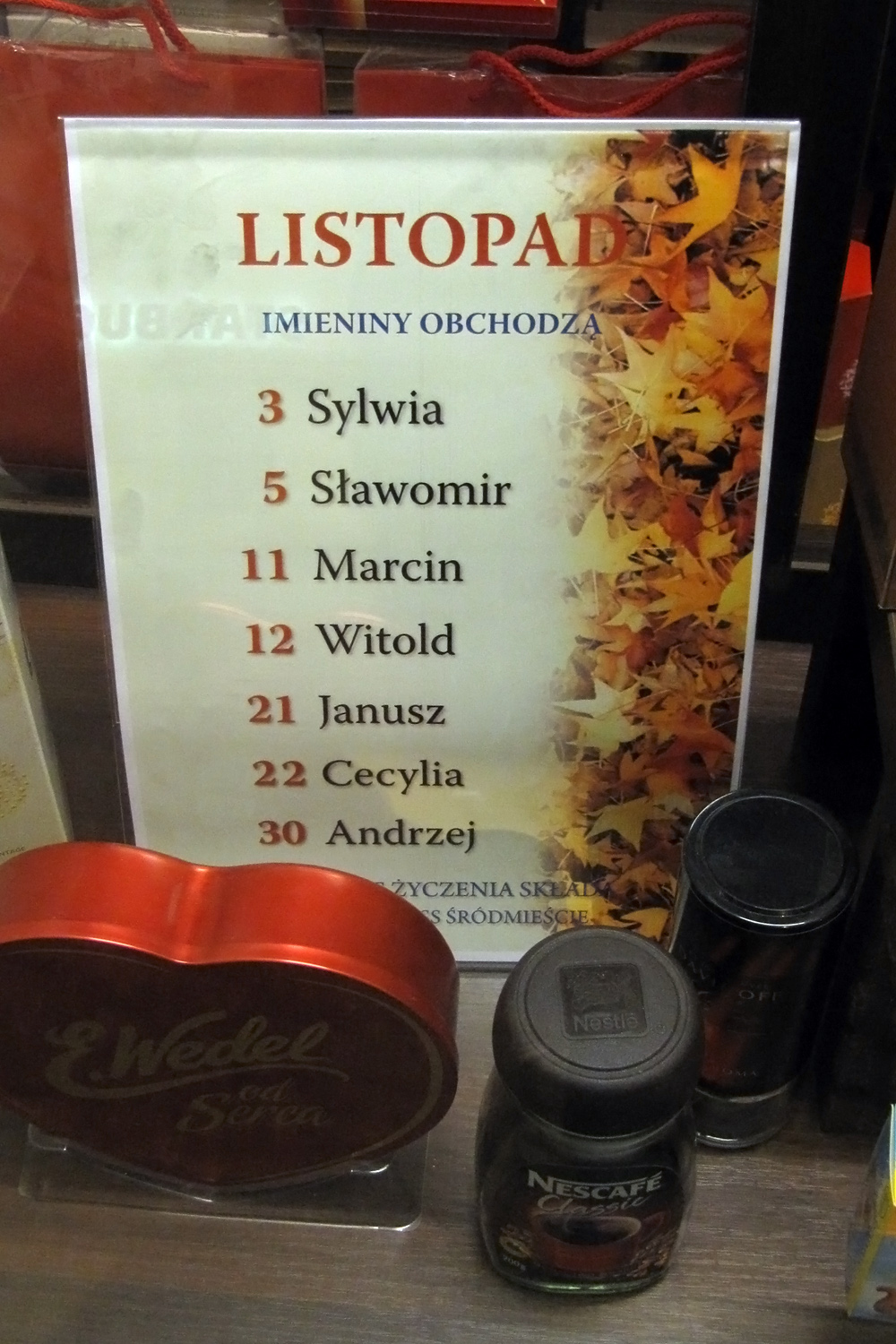
Imieniny obchodzą…

Imieniny – zwyczaj świątecznego obchodzenia (czasami hucznego) dnia świętego lub błogosławionego z kalendarza liturgicznego katolickiego lub prawosławnego, albo innego dnia tradycyjnie przypisywanego temu imieniu. Zwyczaj szczególnie popularny w Polsce (z wyjątkiem Górnego Śląska i Kaszub), ale także obecny w regionach katolickich, np. Bawarii. Imieniny obchodzi się również w Bułgarii, w Grecji, we Francji, w Szwecji, w Czechach i Słowacji, na Węgrzech i na Łotwie, a także w Rosji i na Ukrainie, gdzie zwany jest dniem anioła, oraz w Ameryce Łacińskiej. W Szwecji oficjalną listę imienin publikuje Królewska Szwedzka Akademia Nauk. Zwykle wiąże się ze składaniem życzeń i wręczaniem prezentów solenizantowi. Czasem można spotkać się ze zwyczajem, że jeśli jest więcej niż jeden święty lub błogosławiony (patron) noszący dane imię (tj. jeśli jest kilka dat imienin w kalendarzu), imieniny obchodzi się w dniu wypadającym jako pierwszy w kolejności po urodzinach.

## Imieniny polskie według miesięcy
- styczeń
- luty
- marzec
- kwiecień
- maj
- czerwiec
- lipiec
- sierpień
- wrzesień
- październik
- listopad
- grudzień

## Imieniny w Polsce alfabetycznie

### A
- Aaron – 1 lipca, 9 października
- Abdon – 30 lipca
- Abel – 2 stycznia, 15 kwietnia, 5 sierpnia
- Abercjusz – 22 października
- Abraham – 16 marca, 15 czerwca, 19 grudnia
- Absalon – 2 marca, 2 września
- Achacy, Achacjusz – 2 stycznia, 27 lutego, 31 marca, 9 kwietnia, 28 kwietnia, 8 maja, 22 czerwca, 28 lipca, 27 listopada
- Achilles – 7 listopada
- Adalbert – 23 kwietnia, 11 maja
- Adalgunda, Adelgunda – 30 stycznia
- Adalruna, Alruna – 27 stycznia
- Adalryk, Alderyk – 19 stycznia, 10 października
- Adalwin – 26 maja
- Adalwina – 26 maja
- Ada – 28 lipca
- Adam – 25 lutego, 6 kwietnia, 16 maja, 31 lipca, 8 września, 24 grudnia
- Adamina – 24 grudnia
- Adaukt – 30 sierpnia
- Addar – 21 kwietnia
- Adela – 23 listopada, 24 grudnia
- Adelajda – 30 stycznia, 5 lutego, 12 grudnia, 16 grudnia
- Adelgunda, zob. Adalgunda
- Adelina – 2 września
- Adelinda – 28 sierpnia
- Ademar – 24 marca, 11 września
- Adolf, Adolfa – 11 lutego, 14 lutego, 19 kwietnia, 17 czerwca, 8 lipca, 21 sierpnia
- Adolfa, zob. Adolf
- Adolfina – 9 lipca
- Adrian – 9 stycznia, 4 marca, 5 marca, 8 lipca, 8 listopada
- Adriana – 8 czerwca, 13 sierpnia
- Adrianna – 8 września, 17 czerwca, 27 sierpnia
- Afrodyzja, zob. Afrodyzjusz
- Afrodyzjusz, Afrodyzy, Afrodyzja – 14 marca, 28 kwietnia, 30 kwietnia
- Afrodyzy, zob. Afrodyzjusz
- Agapit – 18 sierpnia
- Agapita – 18 lutego, 22 kwietnia
- Agapiusz – 21 sierpnia, 10 września, 2 listopada, 20 listopada
- Agata – 5 lutego, 14 listopada, 6 grudnia
- Agaton – 10 stycznia, 7 grudnia
- Agatonik – 22 sierpnia
- Agenor – 22 czerwca
- Aggeusz – 4 lipca
- Agnieszka – 21 stycznia, 2 marca, 20 kwietnia, 13 maja, 20 września, 16 listopada, 24 listopada
- Agrykola – 17 marca, 4 listopada, 16 grudnia
- Agrypina – 23 czerwca, 6 lipca
- Agryppa – 14 listopada
- Aital – 22 kwietnia
- Alan – 14 października
- Alba – 17 stycznia
- Alban – 22 czerwca
- Albert – 18 lutego, 7 sierpnia, 15 listopada, 21 listopada
- Alberta – 6 października
- Albertyna – 31 sierpnia
- Albin – 23 czerwca, 22 lipca, 6 września, 15 września
- Albina – 16 grudnia
- Albwin, Elpin – 5 lutego
- Alderyk, zob. Adalryk
- Aldmir, Oldmir – 24 marca
- Aldona – 10 września, 11 października
- Aleksander – 15 stycznia, 26 lutego, 27 lutego, 10 marca, 18 marca, 20 marca, 24 kwietnia, 3 maja, 18 maja, 10 lipca, 17 lipca, 11 sierpnia, 28 sierpnia, 13 września, 12 grudnia
- Aleksandra – 18 maja
- Aleksja – 24 kwietnia, 17 lipca, 6 września
- Aleksy – 12 lutego, 24 kwietnia, 17 lipca, 28 sierpnia
- Alf zob. Alfred
- Alfons – 7 lutego, 1 czerwca, 25 lipca, 1 sierpnia, 28 sierpnia, 19 września, 31 października, 15 listopada
- Alfonsa – 28 lipca, 31 lipca
- Alfonsyna – 28 lipca, 31 lipca
- Alfred – 4 lipca, 19 lipca, 4 sierpnia, 14 sierpnia, 14 grudnia
- Alicja – 18 kwietnia, 21 czerwca
- Alina – 16 czerwca, 16 grudnia
- Alodia – 3 maja, 22 października
- Alodiusz – 28 września
- Alojza – 21 czerwca
- Alojzy – 21 czerwca
- Alruna, zob. Adalruna
- Alwin – 26 maja
- Alwina – 26 maja
- Amadea, zob. Amadeusz
- Amadeusz, Amadea – 14 stycznia, 30 marca, 10 sierpnia, 27 sierpnia
- Amalberga – 10 lipca
- Amalia – 28 września
- Amand – 6 lutego, 18 czerwca, 26 października
- Amanda – 6 lutego, 18 czerwca, 26 października
- Amaranta – 7 listopada
- Amat – 8 maja, 31 sierpnia, 13 września
- Ambroży – 20 marca, 4 kwietnia, 16 sierpnia, 16 października, 2 listopada, 7 grudnia
- Amelia – 30 marca
- Amon – 20 grudnia
- Amoniusz – 6 września
- Amos – 31 marca
- Ampeliusz, Ampelia – 8 lutego, 12 lutego, 14 maja, 20 listopada
- Ampelia, zob. Ampeliusz
- Ananiasz – 16 grudnia
- Anastazja – 27 lutego, 15 kwietnia, 17 sierpnia, 11 listopada
- Anastazy – 22 stycznia, 27 kwietnia, 20 maja, 11 czerwca, 5 grudnia
- Anatol – 20 marca, 2 maja, 3 lipca, 20 listopada
- Anatola zob. Anatolia
- Anatolia, Anatola – 9 lipca, 23 grudnia
- Andrea – 30 kwietnia
- Andromeda – 7 sierpnia
- Andronik – 30 maja
- Andrzej, Jędrzej – 6 stycznia, 19 stycznia, 4 lutego, 12 kwietnia, 27 kwietnia, 13 maja, 16 maja, 12 lipca, 16 lipca, 17 lipca, 21 lipca, 1 listopada, 10 listopada, 30 listopada, 10 grudnia
- Aneta – 16 czerwca, 17 lipca
- Angela – 27 stycznia
- Angelika – 26 maja, 6 grudnia
- Angelina – 29 kwietnia, 15 czerwca
- Anicet – 17 kwietnia
- Aniceta – 17 kwietnia
- Aniela – 4 stycznia, 28 marca, 30 marca, 1 maja, 31 maja, 10 lipca, 18 listopada
- Anita – 17 sierpnia, 24 sierpnia, 26 lipca
- Anizja – 30 grudnia
- Anna, Hanna – 10 stycznia, 27 lutego, 7 czerwca, 9 czerwca, 23 czerwca, 15 lipca, 26 lipca, 1 września
- Anter – 3 stycznia
- Antoni – 9 stycznia, 12 stycznia, 17 stycznia, 6 lutego, 1 marca, 28 marca, 3 kwietnia, 10 kwietnia, 7 czerwca, 13 czerwca, 5 lipca, 7 lipca, 24 lipca, 3 września, 24 października, 31 października, 7 listopada, 28 grudnia
- Antonin – 10 maja
- Antonina – 25 lutego, 3 maja, 4 maja, 12 czerwca
- Antyd – 25 czerwca, 14 listopada
- Antym – 16 września
- Anzelm – 18 marca, 21 kwietnia
- Apolinaria – 23 lipca
- Apolinary – 8 kwietnia, 23 lipca, 23 sierpnia, 5 października
- Apollina – 21 kwietnia
- Apollo(n) – 25 stycznia, 10 lutego, 21 kwietnia, 10 czerwca, 20 października, 8 grudnia
- Apolonia – 9 lutego
- Apoloniusz – 10 kwietnia, 18 kwietnia
- Arbogast – 21 lipca
- Archip – 20 marca
- Ardalion – 14 kwietnia
- Arediusz – 25 sierpnia
- Ariadna – 17 września
- Ariel – 16 listopada
- Arkadia – 18 grudnia
- Arkadiusz, Arkady – 12 stycznia, 4 marca, 13 listopada
- Arkady – 12 stycznia
- Arleta – 3 stycznia
- Armida – 15 sierpnia
- Arnold – 19 lutego, 18 lipca, 9 października
- Arnolf, zob. Arnulf
- Arnulf, Arnolf – 18 lipca, 15 sierpnia, 19 września
- Aron – 13 maja
- Arsacjusz – 16 sierpnia, 12 listopada
- Arseniusz – 19 lipca, 14 grudnia
- Artemia – 25 stycznia, 16 marca
- Artemon – 26 kwietnia, 8 października
- Artur – 6 października, 15 listopada
- Arystarch – 28 kwietnia, 4 sierpnia
- Askaniusz – 10 lipca, 6 października
- Aspazja – 2 stycznia
- Asteria – 10 sierpnia
- Asteriusz – 3 marca, 20 maja
- Atalia – 3 grudnia
- Atanazja – 14 sierpnia, 9 października
- Atanazy – 2 maja, 15 maja
- Aubert – 16 czerwca, 13 grudnia
- Audomar, zob. Otmar
- August – 29 lutego (w latach nieprzestępnych 28 lutego), 22 marca, 8 kwietnia, 7 maja, 1 września, 7 października
- Augusta – 31 października
- Augustyn – 28 stycznia, 29 kwietnia, 19 maja, 28 maja, 28 sierpnia
- Augustyna – 3 października, 17 października, 13 listopada
- Auksencja zob. Auksencjusz
- Auksencjusz, Auksencja, Auksenty – 14 lutego, 27 lutego, 13 grudnia, 18 grudnia
- Auksenty zob. Auksencjusz
- Aulus – 20 lutego
- Aureli – 27 lipca, 25 września
- Aurelia – 25 września, 16 października, 2 grudnia
- Aurelian – 4 lipca, 25 września
- Aureliusz – 9 września, 13 września, 16 listopada
- Aureusz – 16 czerwca
- Aurora – 20 października
- Awit, Awita – 21 stycznia, 5 lutego, 17 czerwca
- Awita, zob. Awit

### B
- Balbin – 21 grudnia
- Balbina – 31 marca, 2 grudnia
- Balcer zob. Baltazar
- Baldomer, Baldomera – 27 lutego
- Baldomera, zob. Baldomer
- Baldwin, Baldwina – 22 marca, 21 sierpnia, 6 października
- Baldwina, zob. Baldwin
- Baltazar, Balcer – 6 stycznia, 18 września
- Barbacy, Barbat – 19 lutego
- Barbara – 18 kwietnia, 9 lipca, 20 września, 19 listopada, 4 grudnia
- Barbat, zob. Barbacy
- Barnaba – 11 czerwca
- Bartłomiej – 29 stycznia, 30 kwietnia, 5 lipca, 24 sierpnia, 3 września, 11 listopada
- Bartłomieja – 26 lipca
- Bartosz – 21 kwietnia, 24 sierpnia
- Bazyli – 2 stycznia, 27 lutego, 7 marca, 22 marca, 26 marca, 30 maja, 30 czerwca
- Bazylides – 20 maja, 14 czerwca
- Bazylisa – 9 stycznia, 22 marca, 3 września
- Bądzsław – 12 sierpnia
- Bądzsława – 19 lutego
- Beat – 19 lutego, 9 maja, 31 lipca
- Beata – 8 marca, 6 września, 22 grudnia
- Beatrycze – 29 lipca
- Beda – 25 maja
- Benedykt – 12 stycznia, 12 lutego, 11 marca, 21 marca, 27 marca, 4 kwietnia, 16 kwietnia, 7 maja, 11 maja, 7 lipca, 11 lipca, 16 lipca, 21 lipca
- Benedykta – 4 stycznia, 6 maja, 29 czerwca
- Beniamin – 31 marca, 19 grudnia
- Benicjusz – 23 sierpnia
- Benigna – 13 lutego, 1 października
- Benignus – 6 czerwca
- Benon, Benona – 16 czerwca, 17 lipca
- Benona, zob. Benon
- Berenika – 20 kwietnia
- Bernadeta – 11 lutego, 16 kwietnia
- Bernard – 19 stycznia, 9 lutego, 16 lutego, 12 marca, 1 czerwca, 15 czerwca, 10 sierpnia, 20 sierpnia, 21 sierpnia, 14 września, 14 października, 21 października
- Bernarda – 19 maja, 13 grudnia
- Bernardyn – 20 maja, 2 lipca, 28 września, 27 listopada
- Bernardyna – 21 września
- Berta – 1 lub 11 maja, 4 lipca, 28 listopada
- Bertrada – 11 lutego, 24 marca
- Bertrand – 9 czerwca, 6 września
- Bertram – 17 sierpnia
- Berwin – 2 lutego
- Będzimysł – 6 marca
- Bianka – zobacz Blanka
- Bibiana – 2 grudnia
- Biernat zob. Bernard
- Biruta – 24 listopada
- Blandyn – 5 listopada
- Blandyna – 5 listopada
- Blanka, Bianka – 1 grudnia
- Blizbor – 12 marca
- Błażej – 3 lutego, 29 listopada
- Bogdan – 19 marca, 17 lipca, 10 sierpnia, 9 października
- Bogdana – 6 lutego
- Bogna – 20 czerwca, 23 lipca
- Boguchwał – 18 marca
- Boguchwała – 23 września
- Bogudar – 9 listopada
- Bogumił – 13 stycznia, 18 stycznia, 26 lutego, 10 czerwca, 3 listopada
- Bogumiła – 10 czerwca, 19 grudnia, 20 grudnia
- Bogurad – 24 lutego
- Bogusąd – 13 stycznia
- Bogusław – 20 marca, 22 marca, 18 kwietnia, 29 kwietnia, 1 lipca, 23 września, 18 grudnia
- Bogusława – 13 stycznia, 18 kwietnia, 29 maja, 18 sierpnia
- Boguwola – 8 grudnia
- Bohdan – 6 lutego, 31 sierpnia, 2 września
- Bohdana – 6 lutego, 2 listopada
- Bolebor – 25 lutego
- Boleczest – 24 października
- Bolemir – 6 stycznia
- Bolemysł – 29 listopada
- Bolesław – 19 sierpnia
- Bolesława – 22 lipca
- Bonawentura – 14 lipca
- Bonifacy – 14 maja, 5 czerwca, 4 września
- Borys – 2 maja
- Borzymir – 9 stycznia
- Borzysław – 19 czerwca
- Borzywoj – 5 kwietnia
- Bożebor – 27 kwietnia
- Bożeciech – 21 września
- Bożeciecha – 14 marca
- Bożena – 13 marca, 20 czerwca
- Bożydar – 27 czerwca, 2 lipca, 10 sierpnia, 9 października, 8 listopada
- Bracsław – 9 stycznia
- Brajan – 10 grudnia
- Bratomir – 13 marca, 20 czerwca
- Braturad – 4 czerwca
- Brodzisław – 1 sierpnia
- Bromir, zob. Bronimir
- Bronimir, Bromir – 20 maja
- Bronisław – 18 sierpnia, 1 września, 3 września, 6 października
- Bronisława – 1 września
- Bruno – 17 maja
- Brunon – 6 października, 11 października, 15 października
- Brygida – 1 lutego, 8 października
- Brykcjusz – 13 listopada
- Budzigniew – 15 września
- Budzimir – 16 czerwca
- Budzisław – 1 marca, 2 grudnia
- Budzisława – 20 października, 2 grudnia
- Budziwoj – 23 maja
- Burchard – 11 października

### C
- Cecylia – 22 listopada, 15 grudnia
- Cecylian – 16 kwietnia
- Cecyliusz – 15 maja, 3 czerwca
- Cedmon – 11 lutego
- Celestyn – 6 kwietnia, 19 maja
- Celestyna – 18 marca, 6 kwietnia, 12 czerwca
- Celina – 21 października
- Cezaria – 12 stycznia
- Cezariusz – 26 lutego
- Cezary – 25 lutego, 8 kwietnia, 22 sierpnia, 27 sierpnia, 3 listopada, 27 grudnia
- Cezaryna – 8 kwietnia
- Charytyna – 5 października
- Charyzjusz – 16 kwietnia
- Cherubin – 17 września
- Chloe – 21 czerwca
- Chociebąd – 22 lutego
- Chociebor – 6 lipca
- Chociemir – 13 czerwca
- Chociesław – 7 stycznia, 10 maja
- Chrystian – 4 grudnia
- Chryzant – 25 października
- Chryzostom – 27 stycznia
- Chwalibog – 24 stycznia
- Chwalimir – 8 lipca
- Chwalisław – 3 listopada
- Chwalisława – 30 kwietnia
- Cibor – 12 listopada
- Ciechomir – 7 czerwca
- Ciechosław – 13 maja
- Ciechosława – 30 czerwca
- Cierpisław – 29 lipca
- Cieszygor – 3 kwietnia
- Cieszymir – 24 sierpnia
- Cieszymysł – 18 listopada
- Cieszyrad – 19 kwietnia
- Cieszysław – 1 października
- Cieszysława – 24 maja
- Cyprian – 10 marca, 16 września, 26 września, 3 października
- Cyriak – 16 marca, 5 sierpnia, 8 sierpnia, 12 października
- Cyriaka – 20 marca
- Cyrus – 31 stycznia, 12 września
- Cyryk – 16 czerwca
- Cyryl – 9 lutego, 14 lutego, 18 marca, 29 marca, 27 czerwca, 7 lipca, 8 sierpnia
- Czasław – 20 kwietnia
- Czcibor – 12 listopada
- Czcibora – 15 maja
- Czcirad – 29 marca
- Czesław, Czesława – 12 czerwca, 20 lipca
- Czesława zob. Czesław
- Częstobor – 30 marca
- Częstobrona – 3 października
- Częstogoj – 4 lutego
- Częstomir – 10 maja
- Częstowoj – 30 sierpnia

### D
- Dacjan – 4 czerwca
- Dacjusz – 14 stycznia
- Dadzbog – 29 września
- Dadzboga – 29 września
- Dagmara – 20 grudnia
- Dagna – 11 września
- Dagobert – 23 grudnia
- Dalebor – 29 czerwca
- Dalegor – 22 sierpnia
- Dalemir – 5 listopada
- Dalewin, Dalwin – 4 października
- Dalia – 29 października
- Dalmacjusz – 3 sierpnia, 13 listopada, 5 grudnia
- Damazy – 27 listopada, 11 grudnia
- Damian – 23 lutego, 14 lipca, 26 września, 14 listopada
- Daniel – 16 lutego, 10 kwietnia, 15 lipca, 21 lipca, 13 października, 11 grudnia
- Daniela – 4 września, 6 listopada
- Danuta – 3 stycznia, 16 lutego, 24 czerwca, 1 października
- Daria – 17 czerwca, 25 października
- Dariusz – 25 lipca, 29 września, 19 grudnia
- Dawid – 26 czerwca, 15 lipca, 29 grudnia
- Dawida – 30 grudnia
- Dąbrówka – 15 stycznia
- Deder, zob. Dyter
- Delfin – 26 listopada
- Delfina – 9 grudnia
- Demetria – 21 czerwca
- Demetriusz – 8 października
- Demokryt – 31 lipca
- Denis zob. Dionizy
- Dezyderia – 8 maja
- Dezyderiusz – 23 maja, 17 września
- Dezydery – 11 lutego, 23 maja
- Diana – 13 sierpnia
- Diogenes – 6 kwietnia
- Dionizja – 15 maja, 6 grudnia
- Dionizjusz – 9 października
- Dionizy – 26 lutego, 8 kwietnia, 2 września, 9 września, 20 września, 2 października, 9 października, 16 października, 16 listopada, 17 listopada, 26 grudnia, 30 grudnia
- Długomił – 21 stycznia, 13 kwietnia
- Dobiegniew – 20 stycznia
- Dobiemiest – 26 listopada
- Dobiemir – 7 sierpnia
- Dobiesław – 13 maja
- Dobiesława, Dobosława – 14 lutego, 13 maja
- Dobrawa – 15 stycznia
- Dobrobąd – 7 września
- Dobrociech – 5 czerwca
- Dobrogost – 14 lipca
- Dobromił – 21 października
- Dobromiła – 11 października
- Dobromir – 4 stycznia, 30 marca
- Dobromira – 31 marca
- Dobromysł – 22 stycznia
- Dobroniega – 26 sierpnia
- Dobrosław – 10 stycznia, 24 listopada
- Dobrosława – 9 kwietnia
- Dobrowieść – 28 grudnia
- Dobrowit – 18 września
- Dobrowoj, Dobrowoja – 14 sierpnia
- Dobrowoja zob. Dobrowoj
- Dobrożyźń – 20 stycznia
- Domabor – 28 października
- Domagniew – 6 maja
- Domamir – 21 czerwca
- Domarad – 16 sierpnia
- Domasław – 15 stycznia
- Domasława – 7 września
- Domicela – 7 maja, 12 maja
- Domicjan, Domicjana – 7 maja, 12 maja, 1 lipca, 9 sierpnia
- Domicjana zob. Domicjan
- Dominik – 9 marca, 12 maja, 6 lipca, 8 sierpnia, 14 października, 27 listopada, 20 grudnia, 29 grudnia
- Dominika – 6 czerwca, 6 lipca
- Domna – 2 czerwca, 28 grudnia
- Domosław, zob. Domasław
- Donald – 17 lipca
- Donat – 17 lutego, 7 kwietnia
- Donata – 17 lipca, 31 grudnia
- Dorota – 6 lutego, 25 czerwca, 7 sierpnia, 5 września
- Doryda – 7 sierpnia
- Drogomił – 21 kwietnia
- Drogomir – 22 grudnia
- Drogomysł – 17 czerwca
- Drogosław – 17 września
- Drogosława – 11 marca
- Drohobysz – 18 czerwca
- Druzjanna, Druzjan – 24 grudnia
- Druzjan, zob. Druzjanna
- Dula – 25 marca, 15 czerwca
- Dymitr zob. Demetriusz
- Dyter, Deder, Tyter – 16 grudnia
- Dyzma – 25 marca
- Dziersław – 16 lipca
- Dziersława – 24 marca
- Dzierżykraj – 17 lipca
- Dzierżysław – 16 lipca
- Dzierżysława – 24 marca
- Dziesław – 2 września
- Dżesika – 4 listopada

### E
- Eberhard – 23 marca
- Edbert – 6 maja
- Edburga – 15 czerwca, 20 czerwca, 26 czerwca, 12 grudnia, 13 grudnia
- Edda – 16 września
- Edeltruda – 23 czerwca, 2 sierpnia
- Edgar – 10 czerwca, 8 lipca
- Edmund – 30 października, 16 listopada, 20 listopada, 1 grudnia
- Edward – 5 stycznia, 18 marca, 13 października
- Edwin – 4 października, 12 października
- Edyta – 9 sierpnia, 16 września, 5 grudnia
- Efrem – 2 czerwca, 18 czerwca
- Egbert – 24 kwietnia
- Egon – 15 lipca
- Egwin – 30 grudnia
- Ekard – 28 czerwca, 1 lipca, 15 września, 29 grudnia
- Eleonora – 21 lutego
- Eleukadiusz – 14 lutego
- Eliasz – 20 lipca
- Eligia – 15 stycznia, 1 grudnia
- Eligiusz – 15 stycznia, 1 grudnia
- Eliza – 14 czerwca, 17 sierpnia, 2 września
- Elpin, zob. Albwin
- Elwira – 25 sierpnia, 21 listopada
- Elżbieta – 18 czerwca, 4 lipca (dawniej 8 lipca), 23 września, 21 października, 19 listopada
- Ema – 24 listopada
- Emanuel – 26 marca
- Emanuela – 26 marca
- Emerencja – 23 stycznia
- Emeryk, Emeryka – 4 listopada
- Emeryka, zob. Emeryk
- Emil – 1 lutego, 22 maja, 26 maja, 28 maja, 18 czerwca, 16 sierpnia, 11 października, 16 października
- Emilia – 23 maja, 24 czerwca, 30 czerwca, 19 sierpnia, 24 listopada
- Emilian – 31 lipca, 8 sierpnia, 21 sierpnia, 11 października, 6 grudnia
- Emiliana – 5 stycznia
- Emma – 24 listopada, 28 grudnia
- Engelbert – 10 lipca, 7 listopada
- Enoch – 3 stycznia
- Epifani – 21 stycznia, 12 maja
- Epifania – 6 stycznia, 12 lipca
- Epifaniusz – 7 kwietnia
- Erast – 23 listopada
- Erazm – 2 czerwca, 25 listopada
- Erazma – 3 września
- Erhard – 8 stycznia
- Ermegarda, Irmegarda – 24 lutego, 20 marca, 16 lipca, 4 września, 3 października
- Ermelinda – 29 października
- Ermenfryd, Irmfryd, Ermenfryda, Irmfryda – 25 września
- Ermenfryda, zob. Ermenfryd
- Ermentruda – 2 lutego, 29 kwietnia, 29 maja, 30 czerwca
- Ernest – 12 stycznia, 13 marca, 27 marca, 13 lipca
- Ernesta – 31 maja, 31 lipca
- Ernestyna – 31 maja
- Erwin – 19 stycznia, 16 kwietnia, 24 kwietnia, 18 lipca
- Erwina – 19 stycznia
- Eryk – 9 lutego, 18 maja
- Eryka – 9 lutego
- Estera – 1 lipca
- Eubul – 7 marca
- Euchariusz – 20 lutego
- Eudokia – 1 marca
- Eudoksja – 31 stycznia
- Eudoksjusz – 2 listopada
- Eufemia – 19 stycznia, 20 marca, 3 września, 16 września
- Eufrozyna – 23 maja, 25 września
- Eugenia – 6 marca, 6 września, 13 września, 16 września, 25 grudnia
- Eugeniusz – 4 stycznia, 7 marca, 2 czerwca, 8 lipca, 13 lipca, 6 września, 13 listopada, 30 grudnia
- Eulalia – 12 lutego
- Eulampia – 10 października
- Eulampiusz – 10 października
- Eulogiusz – 25 czerwca
- Eunika – 24 lutego
- Eurydyka – 19 czerwca
- Eustachiusz – 20 września
- Eustachy – 20 lutego, 29 marca, 16 lipca, 20 września, 3 października, 12 października
- Eutropiusz – 30 kwietnia
- Euzebia – 20 września, 30 września, 29 października
- Euzebiusz – 31 stycznia, 12 lipca, 14 sierpnia, 26 września
- Ewa – 12 lutego, 14 marca, 12 czerwca, 6 września, 24 grudnia
- Ewald, Ewalda – 3 października
- Ewalda, zob. Ewald
- Ewaryst – 26 października
- Ewelina – 26 maja, 24 grudnia
- Ewodia, zob. Ewodiusz
- Ewodiusz, Ewodia – 25 kwietnia, 6 maja, 8 października
- Ezdrasz – 13 lipca
- Ezechiel – 10 kwietnia

### F
- Fabia – 27 grudnia
- Fabian – 20 stycznia
- Fabiola – 27 grudnia
- Fabrycjan – 22 sierpnia
- Fabrycy – 22 sierpnia
- Falibog – 28 lutego
- Faust – 16 lipca, 5 października
- Fausta – 20 września
- Faustyn – 15 lutego, 29 lipca
- Faustyna – 20 września
- Fawila – 14 marca
- Feba – 3 września
- Febron – 25 czerwca
- Febronia – 25 czerwca
- Felicja – 27 kwietnia, 30 września
- Felicjan – 9 czerwca
- Felicjana, Felicjanna – 24 listopada
- Felicysym – 6 sierpnia
- Felicyta – 7 marca, 23 listopada
- Feliks – 11 stycznia, 14 stycznia, 30 stycznia, 21 lutego, 1 marca, 23 marca, 26 marca, 21 kwietnia, 18 maja, 30 maja, 31 maja, 11 czerwca, 12 lipca, 11 września, 6 listopada, 20 listopada
- Felin, Felina – 1 czerwca
- Felina, zob. Felin
- Fenenna – 14 maja
- Ferdynand – 30 maja, 3 czerwca, 19 października
- Fereol – 4 stycznia, 5 września, 18 września
- Festus – 19 września, 21 grudnia
- Fidelis – 24 kwietnia
- Fidol – 16 maja
- Fiebrosław – 25 czerwca
- Filemon – 8 marca, 21 marca
- Filip – 11 kwietnia, 6 maja, 11 maja, 26 maja, 10 lipca, 23 sierpnia, 13 września, 22 października, 24 października
- Filipina – 21 sierpnia, 20 września, 18 listopada
- Filomena – 5 lipca, 10 sierpnia
- Flawia – 7 maja, 12 maja, 5 października
- Flawian – 28 stycznia, 22 grudnia
- Flawiusz – 18 kwietnia, 22 czerwca
- Flora – 29 sierpnia, 24 listopada
- Florencjusz, Florenty – 15 maja, 13 października, 7 listopada
- Florenty, zob. Florencjusz
- Florentyn – 23 lutego, 7 listopada
- Florentyna – 20 czerwca, 16 października
- Florian – 4 maja, 7 maja, 5 listopada, 17 grudnia
- Florianna, Floriana – 2 czerwca, 9 lipca
- Floryn – 17 listopada
- Floryna – 1 maja
- Fortunat – 21 lutego, 1 czerwca
- Fortunata – 14 października, 15 grudnia
- Fotyn – 2 czerwca, 12 sierpnia
- Fotyna – 20 marca, 23 listopada
- Franciszek – 17 lutego, 2 marca, 2 kwietnia, 11 maja, 4 czerwca, 17 czerwca, 20 czerwca, 14 lipca, 21 sierpnia, 16 września, 17 września, 25 września, 29 września, 4 października, 10 października, 29 października, 24 listopada, 3 grudnia
- Franciszek Salezy – 24 stycznia
- Franciszka – 9 marca, 22 grudnia
- Frumencjusz – 27 października
- Fryderyk – 5 marca, 29 listopada
- Fryderyka – 6 października
- Frydolin – 6 marca

### G
- Gabriel – 10 lutego, 27 lutego, 24 marca
- Gabriela – 8 lutego, 23 kwietnia, 6 listopada, 18 listopada
- Gaja, zob. Gajusz
- Gajana – 29 września
- Gajusz, Kajus, Gaja, Kaja – 28 lutego, 10 marca, 22 kwietnia, 27 września, 14 października
- Galezy – 18 listopada
- Gaspar – 25 września
- Gaudencja – 30 sierpnia
- Gaudencjusz – 22 stycznia, 25 sierpnia
- Gaudenty – 22 stycznia
- Gaweł – 16 października
- Gawin – 19 lutego
- Gebhard – 27 sierpnia
- Gemma – 11 kwietnia, 13 maja, 20 czerwca
- Genezjusz – 25 sierpnia
- Genowefa – 3 stycznia, 9 listopada
- Gerald – 13 października, 5 grudnia
- Geraldyna – 13 października
- Gerard, Gerarda – 30 stycznia, 23 kwietnia, 24 września, 3 października, 16 października, 24 listopada
- Gerarda, zob. Gerard
- Gerazym – 17 marca
- Gerlinda – 26 lutego, 3 grudnia
- German – 7 marca, 12 maja, 28 maja, 7 lipca, 31 lipca, 6 września, 23 października, 30 października, 3 listopada, 13 listopada
- Germanik – 11 października
- Germeriusz – 16 maja
- Gertruda – 18 lutego, 17 marca, 16 listopada
- Gerwazy – 18 czerwca, 19 czerwca
- Gerwin, Gerwina – 3 marca
- Gerwina, zob. Gerwin
- Giedymin – 23 października
- Gilbert – 4 lutego
- Gildas – 29 stycznia
- Ginter, Guncerz, Gunter – 8 października, 9 października, 28 listopada
- Gizbert – 7 listopada
- Gizela – 7 maja
- Gloria – 13 maja
- Gniewomir – 8 lutego
- Godfryd – 13 stycznia, 8 listopada
- Godzimir – 31 października
- Godzisław – 22 marca, 28 grudnia
- Godzisława – 24 grudnia
- Gordian – 10 maja
- Gordiana – 10 maja
- Gorgoniusz – 9 września
- Gorzysław – 9 lutego
- Gosław – 29 grudnia
- Gosława – 18 kwietnia, 1 grudnia
- Gostmił – 4 czerwca
- Gościmir – 15 marca
- Gościrad – 28 listopada
- Gościsław – 18 kwietnia
- Gościsława – 15 października
- Gościwit – 6 maja
- Gotard – 6 lipca
- Gracja – 11 stycznia
- Gracjan, Gracjana, Gracjanna – 23 października
- Gracjana, Gracjanna, zob. Gracjan
- Gratus – 7 września, 8 października
- Grażyna – 1 kwietnia, 26 lipca, 9 września
- Grodzisław – 10 kwietnia
- Grymilda – 19 czerwca
- Gryzelda – 22 grudnia
- Grzegorz – 4 stycznia, 13 lutego, 12 marca, 24 kwietnia, 4 maja, 9 maja, 25 maja, 25 sierpnia, 30 września, 16 października, 17 listopada, 28 listopada, 24 grudnia
- Grzymisław – 12 października
- Grzymisława – 24 grudnia
- Gumbert – 21 lutego
- Gundolf, Gundulf – 17 czerwca, 6 września
- Guncerz, zob. Ginter
- Gunter, zob. Ginter
- Gurias – 15 listopada
- Gustaw, Gustawa – 2 sierpnia, 27 listopada
- Gustawa zob. Gustaw
- Gwalbert – 12 lipca
- Gwidon – 31 marca, 12 września, 5 listopada

### H
- Habakuk – 15 stycznia
- Hadrian – 8 listopada
- Hadriana – 7 czerwca
- Halina – 1 lipca, 24 sierpnia
- Halszka, zob. Elżbieta
- Hanna, zob. Anna
- Hannibal – 1 czerwca
- Harasym zob. Gerazym
- Hegezyp – 7 kwietnia
- Hektor, Jaktor – 20 czerwca
- Heladiusz – 8 stycznia, 18 lutego, 8 maja, 28 maja
- Helena – 2 marca, 23 kwietnia, 22 maja, 31 lipca, 13 sierpnia, 18 sierpnia
- Heliasz – 20 lipca
- Heliodor – 9 kwietnia, 3 lipca, 21 listopada, 6 grudnia
- Heloiza – 31 stycznia
- Henryk – 19 stycznia, 19 lutego, 2 marca, 10 kwietnia, 12 lipca, 13 lipca (dawniej 15 lipca), 2 września
- Henryka – 21 lutego
- Herakles – 1 marca, 5 września
- Herakliusz – 17 maja
- Herbert – 16 marca
- Herenia – 8 marca
- Herkulan – 5 września, 25 września
- Herkules – 5 września
- Herman – 7 kwietnia, 11 kwietnia, 13 czerwca, 11 sierpnia
- Hermenegild – 13 kwietnia
- Hermenegilda – 13 kwietnia
- Hermes – 28 sierpnia
- Hermina, Herminia – 24 grudnia
- Herminia zob. Hermina
- Hermiona – 4 września
- Herodion – 8 kwietnia
- Heron – 28 czerwca, 17 października, 14 grudnia
- Hiacynt – 16 marca
- Hiacynta – 30 stycznia
- Hieronim – 3 marca, 20 lipca, 30 września, 4 grudnia
- Hilaria – 12 sierpnia
- Hilary – 11 stycznia, 14 stycznia, 16 marca, 21 października
- Hildebrand, Hildebranda – 11 kwietnia, 5 czerwca
- Hildebranda, zob. Hildebrand
- Hildegarda – 17 września
- Himisław – 12 lipca, 30 września
- Hipacy – 17 czerwca, 14 listopada
- Hipolit – 3 lutego, 13 sierpnia, 22 sierpnia, 21 września
- Hipolita – 13 sierpnia
- Honorat – 8 lutego, 16 maja, 21 grudnia
- Honorata – 11 stycznia, 22 grudnia
- Honoriusz – 30 września
- Honoryna – 27 lutego
- Horacjusz – 24 kwietnia
- Horacy – 24 kwietnia
- Hortensja – 11 stycznia
- Hortensjusz – 11 stycznia
- Hubert – 3 listopada
- Huberta – 3 listopada
- Hugo – 1 kwietnia, 29 kwietnia, 17 listopada
- Hugon – 1 kwietnia
- Hugona – 10 sierpnia
- Humbelina – 12 lutego, 13 lutego
- Hygin – 11 stycznia

### I
- Ida – 15 stycznia, 13 kwietnia, 8 maja, 4 września, 29 października
- Idalia – 15 listopada
- Idzi – 1 września
- Ifigenia – 21 września
- Iga – 16 października, 31 lipca, 11 maja
- Ignacja – 6 lipca
- Ignacy – 3 lutego, 11 maja, 28 maja, 15 lipca, 21 lipca, 31 lipca, 22 września, 17 października, 23 października
- Igor – 1 października, 5 października
- Ildefons – 23 stycznia, 28 stycznia
- Ilona – 27 stycznia, 18 sierpnia
- Imisław – 12 lipca, 30 września
- Imisława – 25 maja
- Indracht, Indrakt – 5 lutego
- Inga – 25 października
- Ingarda – 7 listopada
- Ingolf – 10 czerwca
- Innocenta – 22 czerwca
- Innocenty – 17 kwietnia, 22 czerwca, 4 lipca, 28 lipca
- Irena – 5 kwietnia, 5 maja, 18 września, 20 września, 20 października
- Ireneusz – 25 marca, 6 kwietnia, 28 czerwca
- Irmegarda, Irmgarda, zob. Ermegarda
- Irmfryd, zob Ermenfryd
- Irmfryda, zob Ermenfryda
- Irmina – 24 grudnia, 30 grudnia
- Irydion – 19 kwietnia
- Ischyrion – 1 czerwca, 22 grudnia
- Iwo, Iwon – 19 maja, 4 września, 23 grudnia
- Iwon zob. Iwo
- Iwona – 23 maja, 27 października
- Izaak – 12 listopada
- Izabela – 4 stycznia, 16 marca, 14 lipca, 3 września
- Izajasz – 8 lutego, 16 lutego
- Izaura – 17 czerwca
- Izyda – 4 lutego
- Izydor – 4 lutego, 4 kwietnia, 17 kwietnia, 14 maja, 15 maja, 6 października, 14 grudnia
- Izydora – 17 kwietnia

### J
- Jacek – 10 lutego, 3 lipca, 17 sierpnia, 11 września
- Jacenty – 10 lutego
- Jaczewoj – 17 sierpnia
- Jadwiga – 17 lipca, 15 października, 16 października
- Jagna – 20 kwietnia
- Jagoda – 2 lipca
- Jakobina, Jakubina – 2 stycznia, 4 marca, 1 kwietnia
- Jaktor zob. Hektor
- Jakub – 5 lutego, 14 marca, 3 kwietnia, 17 kwietnia, 30 kwietnia, 1 maja, 1 czerwca, 5 lipca, 14 lipca, 25 lipca, 6 sierpnia, 28 listopada
- Jan – 10 stycznia, 17 stycznia, 23 stycznia, 31 stycznia, 4 lutego, 8 lutego, 5 marca, 8 marca, 27 marca, 28 marca, 30 marca, 13 kwietnia, 6 maja, 10 maja, 12 maja, 15 maja, 21 maja, 22 maja, 23 maja, 24 maja, 27 maja, 12 czerwca, 16 czerwca, 24 czerwca, 26 czerwca, 9 sierpnia, 13 sierpnia, 19 sierpnia, 20 sierpnia, 29 sierpnia, 3 września, 11 września, 28 września, 1 października, 9 października, 23 października, 13 listopada, 24 listopada, 26 listopada, 27 grudnia
- Jan Chryzostom – 27 stycznia
- Jan Gwalbert – 12 lipca
- Jan Kanty – 20 października
- Jan Nepomucen – 16 maja
- Janina – 12 czerwca
- Januaria – 2 marca, 17 lipca
- January – 8 kwietnia, 4 maja, 10 lipca, 6 sierpnia, 19 września
- Janusz – 21 listopada
- Jarogniew, Jarogniewa – 12 czerwca
- Jarogniewa, zob. Jarogniew
- Jaromir – 11 kwietnia, 28 maja
- Jarosław – 21 stycznia, 25 kwietnia, 7 czerwca
- Jarosława – 21 stycznia
- Jaśmina – 24 listopada
- Jazon – 12 maja
- Jeremi – 1 maja
- Jeremiasz – 5 marca, 1 maja, 14 maja, 26 czerwca
- Jerosława – 21 stycznia
- Jerzy – 23 kwietnia, 24 sierpnia
- Jędrzej – 6 stycznia, 16 maja i inne, zob. Andrzej
- Joachim – 16 sierpnia, 3 września, 22 września, 9 grudnia
- Joachima – 28 sierpnia
- Joanna – 2 lutego, 4 lutego, 1 marca, 28 marca, 31 marca, 28 kwietnia, 12 maja, 24 maja, 30 maja, 27 czerwca, 9 lipca, 23 lipca, 8 sierpnia, 17 sierpnia, 21 sierpnia, 24 sierpnia, 26 sierpnia, 9 listopada, 12 grudnia
- Joannicjusz – 4 listopada
- Jodok – 13 grudnia
- Joel – 13 lipca
- Jolanta – 15 czerwca, 17 grudnia
- Jonasz – 21 września, 12 listopada
- Jonatan – 29 grudnia
- Jordan, Jordana – 13 lutego, 15 lutego, 6 marca
- Jordana, zob. Jordan
- Jowita – 15 lutego
- Jozafat – 11 listopada, 12 listopada, 17 listopada, 27 listopada
- Jozafata – 25 marca
- Józef – 4 lutego, 14 lutego, 15 lutego, 28 lutego, 1 marca, 19 marca, 17 kwietnia, 1 maja, 23 czerwca, 28 czerwca, 4 lipca, 27 sierpnia, 18 września, 14 listopada
- Józefa – 21 stycznia, 24 lutego, 20 marca, 20 maja, 22 września, 18 listopada, 7 grudnia
- Józefina – 12 marca
- Juda – 2 lipca, 28 października
- Judyta – 6 maja, 14 listopada, 10 grudnia
- Julia – 16 kwietnia, 22 maja, 27 lipca, 30 lipca, 10 grudnia, 11 grudnia
- Julian – 7 stycznia, 9 stycznia, 27 stycznia, 28 stycznia, 12 lutego, 17 lutego, 8 marca, 4 lipca, 19 sierpnia, 2 września, 18 października
- Julianna – 9 stycznia, 16 lutego, 14 kwietnia, 19 czerwca, 17 sierpnia
- Julita – 30 lipca
- Juliusz – 12 kwietnia, 27 maja, 19 sierpnia
- Jurand – 6 maja
- Justyn – 13 kwietnia, 1 czerwca, 14 czerwca, 31 lipca, 1 sierpnia, 17 września, 5 października
- Justyna – 14 kwietnia, 16 czerwca, 13 lipca, 1 sierpnia, 5 września, 17 września, 26 września, 7 października, 30 listopada
- Justynian – 21 marca
- Jutrogost – 22 stycznia
- Juwenalis – 3 maja, 2 lipca
- Juwencja, zob. Juwencjusz
- Juwencjusz, Juwencja – 8 lutego, 1 czerwca

### K
- Kacper, Kasper – 6 stycznia, 12 czerwca, 26 września
- Kaja, zob. Gaja
- Kajetan – 7 sierpnia
- Kajus, zob. Gajusz
- Kalasanty – 25 sierpnia
- Kalikst – 14 sierpnia, 14 października
- Kaliksta, Kalista – 19 stycznia, 25 kwietnia
- Kalina – 11 lipca
- Kalistrat – 10 października
- Kalmir – 9 czerwca
- Kamil – 14 lipca, 15 września
- Kamila – 3 marca, 31 maja, 16 września
- Kancjan – 31 maja
- Kancjanela – 31 maja
- Kancjusz – 31 maja
- Kandyd – 11 marca, 3 października
- Kandyda – 6 czerwca, 4 września, 10 września, 3 października
- Kanizjusz – 27 kwietnia
- Kanut – 19 stycznia
- Karina, Karyna – 11 lipca, 2 sierpnia, 7 listopada
- Karol – 28 stycznia, 3 czerwca, 4 czerwca, 4 listopada
- Karol Boromeusz – 4 listopada
- Karolina – 9 maja, 1 lipca, 17 lipca, 18 listopada
- Karp – 4 czerwca, 8 czerwca
- Kasandra – 22 stycznia
- Kasjan – 13 marca, 13 sierpnia, 3 grudnia
- Kasjusz – 15 maja, 29 czerwca, 10 października
- Kasper, zob. Kacper
- Kastor – 13 lutego, 28 marca, 21 września
- Katarzyna – 13 lutego, 9 marca, 22 marca, 23 marca, 1 kwietnia, 6 kwietnia, 30 kwietnia, 25 listopada, 30 grudnia
- Kazimiera – 4 marca, 19 grudnia
- Kazimierz – 4 marca, 22 marca
- Kiejstut – 21 lutego
- Kilian, Kiliana – 8 lipca
- Kiliana, zob. Kilian
- Kinga – 24 lipca, 3 marca
- Kira – 7 lipca
- Klara – 17 kwietnia, 12 sierpnia, 18 sierpnia
- Klarencjusz – 26 kwietnia
- Klarysa – 1 lipca, 9 sierpnia
- Klaudia – 20 marca, 18 maja, 7 sierpnia
- Klaudian – 26 lutego
- Klaudiusz – 15 lutego, 18 lutego, 6 czerwca, 21 lipca, 23 sierpnia, 30 października, 8 listopada
- Klaudyna – 3 lutego
- Klemencja – 21 marca
- Klemens – 23 stycznia, 17 lutego, 15 marca, 20 marca, 10 września, 20 września, 23 listopada, 4 grudnia
- Klementyn – 14 listopada
- Klementyna – 21 października, 29 listopada
- Kleofas – 25 września
- Kleopatra – 19 października
- Klet – 26 kwietnia
- Klotylda – 3 czerwca, 23 października
- Koleta – 6 marca
- Konkordia – 22 lutego
- Konkordiusz – 1 stycznia
- Konrad – 14 lutego, 19 lutego, 21 kwietnia, 1 czerwca, 1 sierpnia, 7 sierpnia, 4 października, 21 listopada, 26 listopada
- Konrada – 19 kwietnia
- Konradyn, Konradyna – 1 listopada
- Konradyna, zob. Konradyn
- Konstancja – 18 lutego, 17 lipca, 19 września
- Konstancjusz – 25 lutego, 5 października
- Konstans – 5 października
- Konstanty – 17 lutego, 11 marca, 26 sierpnia, 30 listopada
- Konstantyn – 11 marca, 3 czerwca, 29 lipca
- Konstantyna – 18 lutego
- Kordian – 22 października
- Kordula – 22 października
- Kornel, Korneli, Korneliusz – 2 lutego, 9 lipca, 16 września
- Korneli, zob. Kornel
- Kornelia – 31 marca
- Korneliusz, zob. Kornel
- Koryna – 14 maja
- Kosma – 14 lipca, 27 września, 14 listopada
- Kryspin – 7 stycznia, 19 maja, 25 października, 19 listopada, 3 grudnia, 5 grudnia
- Kryspina – 5 grudnia
- Krystian – 4 grudnia
- Krystiana – 4 stycznia, 14 stycznia, 21 stycznia, 26 lipca
- Krystyn – 12 listopada
- Krystyna – 18 stycznia, 14 lutego, 13 marca, 24 lipca, 5 grudnia, 27 grudnia
- Krzesimir – 11 stycznia, 24 lipca
- Krzesisław – 28 marca
- Krzesisława – 22 maja
- Krzysztof – 2 marca, 15 marca, 14 kwietnia, 21 maja, 25 lipca, 23 września
- Ksawera – 22 grudnia
- Ksawery – 31 stycznia, 3 grudnia
- Ksenia – 24 stycznia
- Ksenofont – 26 stycznia
- Kunegunda – 3 marca, 24 lipca
- Kutbert – 20 marca, 30 listopada
- Kwieta – 28 listopada
- Kwiryn – 30 marca
- Kwiryna – 30 marca

### L
- Lambert – 16 kwietnia, 17 września
- Lamberta – 17 września
- Larysa – 26 marca
- Laura – 17 czerwca
- Laurencja – 2 kwietnia, 8 października
- Laurencjusz – 3 lutego, 22 lipca, 28 września
- Laurenty – 12 lutego, 6 czerwca, 27 lipca, 23 sierpnia, 21 września, 14 listopada
- Laurentyna – 17 października
- Lawiniusz – 14 kwietnia
- Leander – 27 lutego
- Lech – 12 sierpnia
- Lechosław – 26 listopada
- Lechosława – 26 listopada
- Lena – 23 kwietnia, 18 sierpnia, 10 listopada
- Leodegar – 2 października
- Leokadia – 9 grudnia
- Leon, Leona – 26 stycznia, 6 lutego, 20 lutego, 1 marca, 14 marca, 11 kwietnia, 19 kwietnia, 22 kwietnia, 25 maja, 12 czerwca, 28 czerwca, 30 czerwca, 3 lipca, 12 lipca, 17 lipca, 20 lipca, 10 września, 10 października, 10 listopada
- Leona, zob. Leon
- Leonard – 4 marca, 30 marca, 6 listopada, 18 listopada, 26 listopada
- Leonarda – 26 października
- Leoncja – 23 sierpnia, 6 grudnia
- Leoncjusz – 13 stycznia, 19 lutego
- Leonia – 10 stycznia, 3 maja
- Leonid – 16 kwietnia, 22 kwietnia
- Leonida – 15 czerwca, 12 sierpnia
- Leontyna – 19 kwietnia
- Leopold – 15 listopada
- Leopoldyna – 15 listopada
- Lesław – 28 listopada
- Lesława – 28 listopada
- Leszek – 3 czerwca
- Letycja – 13 marca
- Lewin – 14 listopada
- Liberat – 17 sierpnia, 20 grudnia
- Liberata – 18 stycznia
- Libert – 23 września
- Liboriusz – 18 maja
- Licynia – 7 sierpnia
- Licyniusz – 7 sierpnia
- Lidia – 27 marca, 3 sierpnia
- Ligia – 11 sierpnia
- Lilia – 27 lipca
- Liliana, Lilianna – 14 lutego, 4 września
- Lilla – 30 kwietnia, 27 lipca
- Linus – 23 września
- Litobor zob. Lutobor
- Litoriusz – 23 września
- Liwia – 13 listopada
- Liwiusz – 23 września
- Longin, Longina – 15 marca, 24 kwietnia, 24 czerwca, 3 lipca, 7 listopada
- Longina zob. Longin
- Lotar – 15 czerwca
- Lubart – 18 stycznia, 25 lutego
- Lubodrog – 5 lutego
- Lubogost – 29 października
- Lubomir – 1 maja
- Lubomira – 23 sierpnia
- Lubomysł – 15 lipca
- Lubowid – 13 czerwca
- Lucja, zob. Łucja
- Lucjan – 7 stycznia, 11 lutego, 27 maja, 13 czerwca
- Lucjusz – 8 lutego, 24 lutego, 4 marca, 3 grudnia
- Lucyla, Lucyliusz – 29 lipca, 31 października
- Lucyliusz, zob. Lucyla
- Lucyna – 30 czerwca, 17 października, 26 października
- Ludgarda – 16 czerwca
- Ludmiła – 20 lutego, 7 maja, 30 lipca, 26 października
- Ludomiła – 20 lutego, 7 maja
- Ludomir – 31 lipca, 10 listopada
- Ludwik – 19 sierpnia, 25 sierpnia, 9 października
- Ludwika – 31 stycznia, 15 marca, 20 lipca
- Ludwin, Lutwin – 29 września
- Ludwina – 2 grudnia
- Luiza – 2 marca, 15 marca, 25 sierpnia
- Lukrecja – 7 czerwca, 11 sierpnia, 23 listopada
- Lutfryd – 21 czerwca
- Lutobor, Litobor – 30 marca, 19 lipca
- Lutogniew – 11 maja
- Lutomir – 10 października
- Lutomysł – 25 marca
- Lutosław – 26 października
- Lutwin, zob. Ludwin

### Ł
- Ładysław – 25 września
- Ładysława – 25 września
- Łazarz – 11 lutego, 23 lutego, 17 grudnia, 30 grudnia
- Łękomir – 26 września
- Łucja – 4 marca, 25 marca, 25 czerwca, 6 lipca, 9 lipca, 16 września, 13 grudnia
- Łucjan – 26 października
- Łucjana – 26 października
- Łucjusz – 11 lutego
- Łukasz – 17 lutego, 22 kwietnia, 10 września, 18 października, 31 października, 17 grudnia

### M
- Machabeusz – 14 sierpnia
- Maciej – 30 stycznia, 24 lutego, 14 maja, 11 listopada
- Magda – 25 maja
- Magdalena – 13 maja, 27 maja, 29 maja, 1 czerwca, 22 lipca
- Magnus – 6 września
- Maja – 9 kwietnia
- Majnard – 14 sierpnia, 26 września
- Makary – 2 stycznia, 15 stycznia, 28 lutego, 10 marca, 10 kwietnia
- Maksanty, zob. Maksencjusz
- Maksencja – 20 listopada
- Maksencjusz, Maksanty – 26 czerwca, 12 grudnia
- Maksym – 3 lutego, 18 lutego, 8 czerwca, 26 sierpnia
- Maksymilian, Maksymiliana – 29 maja, 14 sierpnia, 12 października, 27 listopada
- Maksymiliana, zob. Maksymilian
- Malina – 24 sierpnia
- Malwina – 4 lipca
- Małgorzata – 18 stycznia, 22 lutego, 25 lutego, 10 kwietnia, 13 kwietnia, 10 czerwca, 13 lipca, 20 lipca, 27 sierpnia, 17 października, 2 listopada
- Małobąd – 1 października
- Małogost – 23 października
- Małostryj, Małostryk – 26 stycznia
- Małowid – 19 listopada
- Mamert, Mamerta – 11 maja
- Mamerta, zob. Mamert
- Mamertyn, Mamertyna – 30 marca
- Mamertyna, zob. Mamertyn
- Manfred, Manfreda – 28 stycznia, 27 października
- Manfreda, zob. Manfred
- Manswet – 19 lutego, 3 września
- Marcela – 31 stycznia, 28 lipca
- Marceli – 21 stycznia, 19 lutego, 10 marca, 9 kwietnia, 14 lipca, 17 lipca
- Marcelin – 31 stycznia, 26 kwietnia, 2 czerwca, 14 lipca
- Marcelina – 9 stycznia, 31 stycznia, 20 kwietnia, 26 kwietnia, 14 lipca, 17 lipca
- Marcin – 12 stycznia, 30 stycznia, 2 lutego, 13 kwietnia, 27 kwietnia, 1 lipca, 19 lipca, 8 października, 12 października, 24 października, 3 listopada, 8 listopada, 11 listopada, 12 listopada, 7 grudnia i 29 grudnia.
- Marcisław – 7 grudnia
- Marcjalis – 30 czerwca
- Marcjan – 17 czerwca
- Marcjanna – 9 stycznia
- Marcjusz – 13 kwietnia, 8 października
- Marek, Markusław – 24 lutego, 5 marca, 13 marca, 19 marca, 24 marca, 29 marca, 10 kwietnia, 25 kwietnia, 28 kwietnia, 18 czerwca, 21 września, 28 września, 7 października, 22 października, 24 października, 5 listopada, 22 listopada
- Markusław, zob. Marek
- Maria – 23 stycznia, 2 lutego, 11 lutego, 25 marca, 14 kwietnia, 26 kwietnia, 28 kwietnia, 3 maja, 24 maja, 29 maja, 2 czerwca, 29 lipca, 2 sierpnia, 4 sierpnia, 5 sierpnia, 15 sierpnia, 22 sierpnia, 26 sierpnia, 8 września, 12 września, 15 września, 24 września, 7 października, 11 października, 16 listopada, 21 listopada, 8 grudnia, 10 grudnia
- Marian – 30 kwietnia, 11 października, 17 października
- Marianna – 2 czerwca
- Mariola – 25 marca, 3 maja
- Mariusz – 19 stycznia, 4 lutego, 9 lutego, 26 kwietnia, 31 grudnia
- Marlena – 23 października
- Marold, Marwald – 22 lutego
- Marta – 19 stycznia, 23 lutego, 18 marca, 5 lipca, 29 lipca, 19 września
- Martyna – 30 stycznia
- Marwald, zob. Marold
- Martynian – 2 lipca
- Maryna – 3 marca, 30 lipca
- Marzanna – 21 marca, 2 czerwca
- Marzena – 26 kwietnia
- Masław – 1 stycznia
- Materna – 2 czerwca
- Matern – 18 lipca, 14 września
- Mateusz – 21 września
- Matylda – 11 stycznia, 19 stycznia, 14 marca
- Maur – 15 stycznia, 25 października, 22 listopada
- Maura – 30 listopada
- Maurycy – 22 września, 13 października
- Mauryn – 10 czerwca
- Mechtylda zob. Matylda
- Medard, Medarda – 8 czerwca
- Medarda, zob. Medard
- Mederyk – 29 sierpnia
- Mederyka – 29 sierpnia
- Melania – 13 stycznia, 31 grudnia
- Melchior – 6 stycznia, 7 września, 7 listopada
- Melecjusz – 12 lutego, 1 września, 21 września, 4 grudnia
- Memiusz – 5 sierpnia
- Metody – 7 lipca
- Męcimir – 21 sierpnia
- Michalina – 19 czerwca, 24 sierpnia, 29 września
- Michał – 2 marca, 14 marca, 10 kwietnia, 4 maja, 8 maja, 23 maja, 20 czerwca, 5 lipca, 25 sierpnia, 6 września, 29 września
- Micheasz – 15 stycznia
- Mieczysław – 1 stycznia, 12 czerwca
- Mieczysława – 1 stycznia, 20 września
- Mieszko – 1 stycznia
- Mikołaj – 14 lutego, 21 marca, 9 maja, 19 maja, 2 czerwca, 9 lipca, 10 września, 13 października, 13 listopada, 6 grudnia
- Milena – 24 stycznia, 24 maja
- Miłobąd – 2 kwietnia
- Miłobor – 25 stycznia, 18 czerwca
- Miłodrog – 6 maja
- Miłodziad – 1 września
- Miłogost – 8 marca
- Miłorad – 9 sierpnia
- Miłosław – 3 lipca
- Miłosława – 2 lutego
- Miłostryj – 16 marca
- Miłosz – 25 stycznia
- Miłowit, Miłwit – 6 stycznia
- Miłowuj – 20 września
- Mira – 26 lutego, 4 kwietnia
- Mirela – 27 września
- Mirogniew – 24 stycznia
- Miron – 17 sierpnia, 30 sierpnia
- Mironieg – 4 sierpnia
- Mironiega – 19 listopada
- Mirosław – 26 lutego
- Mirosława – 26 lipca
- Modest – 12 lutego, 25 lutego, 15 kwietnia
- Modesta – 4 listopada
- Mojmir – 3 września
- Mojżesz – 18 lutego, 4 listopada
- Monika – 18 stycznia, 4 maja, 27 sierpnia, 10 września, 6 października
- Montan – 23 lutego, 24 lutego, 26 marca, 17 maja, 17 czerwca, 14 listopada
- Morzysław – 13 września
- Mszczujwoj, zob. Mściwoj
- Mścibor – 10 września
- Mścigniew, Mścigniewa – 15 grudnia
- Mścigniewa zob. Mścigniew
- Mścisław – 8 stycznia
- Mścisława – 9 marca
- Mściwoj, Mszczujwoj – 4 listopada
- Mściwuj – 14 stycznia
- Myślibor – 18 maja
- Myślimir – 14 kwietnia

### N
- Naczęsław – 11 września
- Naczęsława – 22 lipca
- Nadbor – 28 lutego
- Nadia, zob. Nadzieja
- Nadmir – 7 marca
- Nadzieja, Nadia – 15 maja, 1 sierpnia
- Nahum – 14 grudnia
- Namir – 1 lipca, 6 sierpnia
- Namysław – 22 sierpnia
- Napoleon – 15 sierpnia
- Narcyz – 2 stycznia, 18 marca, 12 czerwca, 17 września, 29 października, 31 października
- Narcyza – 8 grudnia
- Narzes – 27 marca, 20 listopada
- Nasiębor – 2 października
- Natalia – 27 lipca, 1 grudnia
- Natalis – 27 stycznia, 21 lutego, 16 marca, 13 maja, 3 września
- Natan – 12 lipca
- Nataniel – 24 sierpnia
- Natasza – 9 grudnia
- Naum zob. Nahum
- Nawoj – 20 kwietnia
- Nawoja – 12 maja
- Nazaria – 6 lipca
- Nela – 18 sierpnia, 10 listopada
- Nemezja – 18 grudnia
- Nemezjusz – 19 grudnia
- Nestor – 26 lutego, 8 września, 9 listopada
- Nicefor – 25 lutego, 2 czerwca
- Niecisław – 15 lipca
- Niedamir – 16 listopada
- Niegosław – 6 lipca, 8 sierpnia
- Niegosława – 1 lipca
- Niemir – 14 lutego
- Niepełka – 4 czerwca
- Niestanka – 7 kwietnia
- Niezamysł – 8 sierpnia
- Nieznamir – 25 lipca
- Nikanor – 10 stycznia, 5 czerwca
- Nikifor – 9 lutego, 22 lutego, 1 marca, 26 marca, 15 czerwca
- Nikodem, Nikodema – 25 marca, 3 sierpnia
- Niko – 18 marca
- Nikodema, zob. Nikodem
- Nikola – 1 listopada lub razem z Mikołajem
- Nikoleta – 10 grudnia
- Nimfa – 10 listopada
- Nimfodora – 10 września
- Nina – 14 stycznia
- Ninogniew – 14 czerwca
- Ninomysł – 27 stycznia, 7 grudnia
- Noemi – 14 grudnia
- Nonna – 5 sierpnia
- Norbert – 6 czerwca
- Norberta – 6 czerwca
- Norma – 12 lutego
- Nunila – 21 października
- Nunilona – 21 października

### O
- Oda – 27 listopada
- Odeta – 8 lipca
- Odo – 14 stycznia, 19 czerwca, 4 lipca, 18 listopada
- Odon – 4 lipca
- Odylon – 1 stycznia
- Odys, zob. Odyseusz
- Odyseusz, Odys – 1 stycznia
- Ofelia – 3 lutego
- Oktawia zob. Oktawiusz
- Oktawian – 23 marca
- Oktawiusz, Oktawia – 20 listopada
- Olaf – 29 lipca
- Oldmir, zob. Aldmir
- Oleg – 20 września
- Olga – 28 czerwca, 11 lipca, 24 lipca
- Olgierd – 11 lutego, 4 listopada
- Olimpia – 28 stycznia, 15 kwietnia, 25 lipca
- Oliwer, Oliwier – 27 maja, 11 lipca
- Oliwia – 5 marca
- Onufry – 12 czerwca
- Orestes – 23 listopada
- Orion – 24 maja
- Oskar – 3 lutego
- Ostap, zob. Eustacjusz
- Oswald – 5 sierpnia
- Oswalda – 5 sierpnia
- Otmar, Audomar – 9 września, 16 listopada
- Otokar – 26 lutego, 9 maja
- Otto – 2 lipca, 3 lipca, 18 listopada
- Otton – 3 lipca, 18 listopada
- Otylia – 13 grudnia
- Owidia, zob. Owidiusz
- Owidiusz, Owidia – 3 czerwca
- Ozeasz – 4 lipca
- Ożanna – 9 września

### P
- Pafnucy – 19 kwietnia
- Pakosław – 5 marca
- Pamela – 1 czerwca
- Pamfilia – 24 października
- Pankracy – 3 kwietnia, 12 maja, 22 lipca
- Pantaleon – 27 lipca, 28 lipca
- Paramon – 29 listopada, 12 grudnia
- Partenia zob. Parteniusz
- Parteniusz, Partenia – 7 lutego
- Paschalis – 17 maja
- Patrokles – 21 stycznia, 16 listopada
- Patrycja – 13 marca, 25 sierpnia
- Patrycjusz – 17 marca, 20 marca, 9 lipca
- Patrycy – 16 kwietnia
- Patryk – 17 marca
- Paula – 26 stycznia, 3 czerwca, 18 czerwca
- Paulin – 29 kwietnia, 4 maja, 10 października
- Paulina – 26 maja, 6 czerwca, 22 czerwca, 21 lipca, 31 sierpnia, 2 grudnia
- Paweł – 10 stycznia, 15 stycznia, 25 stycznia, 29 stycznia, 1 lutego, 6 lutego, 8 lutego, 2 marca, 7 marca, 22 marca, 28 kwietnia, 7 czerwca, 26 czerwca, 28 czerwca, 29 czerwca, 12 lipca, 20 lipca, 19 października, 16 listopada, 19 listopada
- Pelagia – 23 marca, 9 czerwca, 11 lipca, 8 października, 21 października
- Pelagiusz – 23 marca
- Penelopa – 5 maja
- Perpetua – 7 marca, 4 sierpnia, 20 września, 4 listopada
- Petronela – 31 maja
- Petronia – 31 maja
- Petroniusz – 10 stycznia, 6 września, 4 października
- Pęcisław – 24 listopada
- Pęcisława – 5 grudnia
- Pękosław – 19 maja
- Pia – 19 stycznia
- Piotr – 1 stycznia, 3 stycznia, 5 stycznia, 9 stycznia, 10 stycznia, 12 stycznia, 14 stycznia, 15 stycznia, 16 stycznia, 28 stycznia, 30 stycznia, 1 lutego, 2 lutego, 8 lutego, 14 lutego, 21 lutego, 3 marca, 4 marca, 10 marca, 12 marca, 14 marca, 30 marca, 14 kwietnia, 15 kwietnia, 25 kwietnia, 27 kwietnia, 28 kwietnia, 29 kwietnia, 30 kwietnia, 3 maja, 7 maja, 15 maja, 19 maja, 21 maja, 29 maja, 2 czerwca, 7 czerwca, 12 czerwca, 17 czerwca, 29 czerwca, 4 lipca, 8 lipca, 19 lipca, 30 lipca, 1 sierpnia, 3 sierpnia, 30 sierpnia, 9 września, 10 września, 11 września, 14 września, 17 września, 23 września, 9 października, 18 października, 21 października, 29 października, 25 listopada, 26 listopada, 6 grudnia, 9 grudnia, 21 grudnia, 25 grudnia
- Piotra – 23 marca, 6 kwietnia, 16 sierpnia, 23 sierpnia
- Pius – 5 maja, 11 lipca
- Placyd – 15 marca, 6 maja, 12 czerwca, 11 lipca, 5 października, 11 października
- Placyda – 11 października
- Platon – 1 grudnia
- Platonida – 6 kwietnia
- Plutarch – 28 czerwca
- Pola, zob. Apolonia
- Polian, Poliana, Polianna – 10 września
- Poliana, Polianna, zob. Polian
- Polidor – 10 grudnia
- Polikarp – 26 stycznia, 7 marca
- Pompejusz – 10 kwietnia, 7 lipca, 14 grudnia
- Porfirion – 10 marca
- Potencjana, Potencjanna – 15 kwietnia, 19 maja
- Prakseda – 21 lipca
- Priam – 28 maja
- Probus – 10 listopada
- Prochor – 10 sierpnia
- Prokop – 11 marca, 8 lipca, 21 lipca
- Prosimir – 22 września
- Prosper – 2 marca, 25 czerwca, 29 lipca
- Prot – 11 września, 11 listopada
- Protazy – 19 czerwca, 20 września, 24 listopada
- Prudencjusz – 9 marca
- Prymian – 23 lutego, 31 sierpnia, 29 grudnia
- Pryska – 18 stycznia
- Przecław, Przedsław – 7 kwietnia
- Przecława, Przedsława – 21 maja
- Przedbor – 27 września
- Przedpełk – 9 października
- Przedwoj – 23 listopada
- Przemił – 17 stycznia, 7 listopada
- Przemir – 9 stycznia
- Przemysł – 13 kwietnia, 29 listopada
- Przemysław – 13 kwietnia, 10 października, 30 października
- Przemyślibor – 9 marca
- Przybycześć – 28 kwietnia
- Przybygniew – 15 listopada
- Przybymir – 27 sierpnia
- Przybyrad – 15 lutego
- Przybysław – 27 stycznia
- Przybysława – 12 grudnia
- Przybywoj – 5 lipca
- Pudens – 21 maja
- Pudencjana, Pudencjanna – 19 maja
- Pulcheria – 10 września

### R
- Racibor – 29 sierpnia
- Racimir – 19 stycznia
- Racisław – 2 czerwca
- Radociech – 17 kwietnia
- Radogost – 14 stycznia
- Radomił – 11 czerwca, 17 czerwca
- Radomiła – 13 lipca, 13 sierpnia
- Radomir – 28 stycznia
- Radosław – 1 marca, 2 marca, 8 kwietnia, 8 września
- Radosława – 8 września
- Radowit – 27 maja
- Radzim – 12 lutego
- Rafaela – 24 stycznia
- Rafał – 24 stycznia, 20 czerwca, 29 września, 24 października
- Rajmund – 23 stycznia, 31 sierpnia
- Rajmunda – 23 stycznia
- Rajner – 17 czerwca, 30 grudnia
- Rajnold – 7 stycznia, 9 lutego
- Rambert – 16 maja, 13 czerwca
- Rebeka – 30 sierpnia
- Regina – 17 marca, 7 września, 21 listopada
- Reginald – 12 stycznia
- Remigiusz – 13 stycznia, 1 października
- Renat – 12 listopada
- Renata – 28 marca, 12 listopada
- Rita, zob. Ryta
- Robert – 17 kwietnia, 29 kwietnia, 13 maja, 7 czerwca, 18 lipca
- Roberta – 29 kwietnia
- Roch – 16 sierpnia
- Roderyk – 13 marca
- Rodomił – 5 lutego
- Roger – 28 stycznia, 15 listopada
- Roksana – 15 lipca
- Roland – 9 sierpnia
- Roma – 23 lutego
- Roman – 28 lutego, 29 lutego, 21 kwietnia, 9 sierpnia, 6 października, 23 października, 18 listopada
- Romana – 23 lutego, 3 października
- Romeusz – 7 lutego, 25 lutego
- Romuald – 7 lutego, 9 sierpnia
- Rościgniew – 4 września
- Rościsław – 17 stycznia
- Rościsława – 7 października
- Rozalia – 27 stycznia, 7 lutego, 4 września
- Rozamunda – 30 kwietnia
- Róża – 6 marca, 7 maja, 9 lipca, 23 sierpnia, 13 grudnia
- Rudolf – 21 czerwca, 25 lipca, 1 sierpnia, 17 października
- Rudolfa – 21 czerwca, 25 lipca, 1 sierpnia, 17 października
- Rudolfina – 21 czerwca, 25 lipca, 1 sierpnia, 17 października
- Rufin – 7 kwietnia, 19 lipca, 28 listopada
- Rufina – 10 lipca
- Rufus – 27 sierpnia, 25 września, 21 listopada
- Ruta – 1 września
- Rycheza – 21 maja
- Rygobert – 4 stycznia
- Ryksa – 21 maja
- Rymwid – 21 lipca
- Ryszard – 7 lutego, 3 kwietnia, 7 września
- Ryszarda – 18 września
- Ryta – 29 kwietnia
- Rzędziwoj – 10 lipca

### S
- Sabbas – 14 stycznia, 5 lutego, 12 kwietnia, 24 kwietnia, 16 sierpnia, 5 grudnia
- Sabin – 20 sierpnia, 30 grudnia
- Sabina – 29 sierpnia, 27 października, 5 grudnia
- Salomea – 19 listopada
- Salomon – 8 lutego, 28 września, 24 października
- Salwator – 18 marca
- Salwin – 12 października
- Samanta – 9 marca
- Sambor – 25 października
- Samson – 10 lipca, 28 lipca
- Samuel – 16 lutego, 3 marca, 10 maja, 20 sierpnia, 10 października, 21 października
- Samuela – 20 sierpnia
- Sandra, zob. Aleksandra
- Sara – 19 stycznia, 13 lipca, 20 sierpnia, 9 października
- Saturnin – 31 października, 29 listopada
- Saturnina – 12 lutego, 20 maja, 4 czerwca, 31 grudnia
- Sawin – 11 lipca
- Scholastyka – 10 lutego
- Scypion – 4 września
- Sebald – 19 sierpnia
- Sebastian – 20 stycznia, 30 stycznia, 8 lutego, 31 grudnia
- Sebastiana – 16 września
- Sekundyn – 11 lutego, 20 kwietnia, 13 sierpnia, 27 listopada
- Serafin – 12 października, 14 listopada
- Serafina – 29 lipca
- Sergiusz – 9 września
- Serwacy – 13 maja
- Serwiusz – 17 sierpnia
- Sewer – 15 lutego, 24 marca, 15 października, 22 października, 8 listopada, 30 grudnia
- Sewera – 20 lipca
- Sewerian – 8 listopada
- Seweryn – 8 stycznia, 23 lutego, 8 czerwca, 23 października, 1 listopada, 8 listopada, 19 listopada
- Seweryna – 17 października
- Sędzimir – 20 listopada
- Sędzisław – 16 września
- Sędzisława – 7 lipca
- Sędziwoj – 8 listopada
- Sieciech – 20 sierpnia
- Sieciesław – 25 sierpnia
- Sieciesława – 8 kwietnia
- Siemirad – 1 lutego
- Siemisław – 13 października
- Siemomysł – 14 września
- Siemowit – 19 października
- Siepraw – 11 lipca
- Sierosław – 3 października
- Sierosława – 27 lutego
- Siestrzemił – 27 października
- Siestrzewit – 20 lutego
- Simona – 3 września
- Skarbimir – 26 stycznia, 19 października
- Skarbisław – 4 czerwca
- Sławobor – 14 grudnia
- Sławomir – 17 maja, 5 listopada, 23 grudnia
- Sławomira – 23 grudnia
- Sobierad – 18 września
- Sobiesąd – 9 września
- Sobiesław – 20 sierpnia, 28 sierpnia
- Sobiesława – 1 grudnia
- Sofoniasz – 3 grudnia
- Sofroniusz – 11 marca, 24 marca
- Sonia, zob. Zofia
- Soter – 22 kwietnia
- Sozont – 7 września
- Spirydon – 12 grudnia
- Spycigniew – 31 stycznia
- Spycimir – 26 kwietnia
- Spycisław – 11 listopada
- Stanimir – 2 października
- Stanisław – 5 maja, 8 maja, 18 września
- Stanisława, zob. Stanisław
- Stefan – 3 lutego, 8 marca, 28 marca, 16 lipca, 2 sierpnia, 6 sierpnia, 16 sierpnia, 2 września, 7 października, 10 listopada, 11 grudnia
- Stefania – 2 stycznia, 14 maja, 18 września
- Stella – 11 maja
- Stojgniew – 27 listopada
- Stojsław, Stoisław, Stosław, Tosław – 20 lipca, 22 lipca, 27 lipca
- Stomir – 12 stycznia, 2 listopada
- Stronisław – 28 sierpnia
- Stronisława – 5 września
- Strzeżymir – 22 kwietnia
- Strzeżysław – 2 stycznia, 15 maja
- Strzeżysława – 5 lutego
- Sulibor – 17 listopada
- Sulimir – 30 maja
- Sulirad – 23 sierpnia
- Sulisław – 7 lutego, 2 grudnia
- Sulisława – 17 października
- Sulpicjusz – 17 stycznia, 29 stycznia, 20 kwietnia
- Switun – 2 lipca, 10 grudnia
- Sybilla – 9 października
- Sybillina – 19 marca
- Sydonia – 19 września
- Sykstus – 3 kwietnia, 7 maja, 7 sierpnia, 19 sierpnia, 1 września
- Sylwan – 18 lutego, 10 lipca
- Sylwana – 18 lutego
- Sylweriusz, Sylwery – 2 grudnia
- Sylwester, Sylwestra – 2 stycznia, 15 kwietnia, 10 maja, 9 czerwca, 20 listopada, 26 listopada, 31 grudnia
- Sylwestra, zob. Sylwester
- Sylwia – 9 lipca, 3 listopada, 15 grudnia
- Sylwin, Sylwina – 17 lutego, 12 września, 28 września
- Sylwina, zob. Sylwin
- Sylwiusz – 8 sierpnia
- Symeon – 5 stycznia, 16 lutego, 18 lutego, 10 maja, 23 maja, 1 czerwca, 6 czerwca, 3 sierpnia, 8 października
- Symplicjusz – 2 marca
- Szczepan – 3 sierpnia, 26 grudnia
- Szczęsna zob. Szczęsny
- Szczęsny, Szczęsna – 17 września
- Szymon – 5 stycznia, 6 lutego, 24 marca, 20 kwietnia, 16 maja, 18 lipca, 3 września, 14 września, 28 października
- Szymona – 3 września

### Ś
- Ścibor – 11 września, 14 listopada
- Ścibora – 9 września
- Świeciech – 20 maja
- Świętobor – 6 kwietnia
- Świętomir – 28 lipca
- Świętomira – 11 lutego
- Świętopełk – 1 czerwca, 25 września
- Świętosław – 31 sierpnia
- Świętosława – 3 maja

### T
- Tacjana – 12 stycznia, 18 sierpnia
- Tadea, zob. Tadeusz
- Tadeusz, Tadea – 11 maja, 12 czerwca, 25 października, 28 października, 30 listopada, 29 grudnia
- Tamara – 1 maja, 3 czerwca
- Taras zob. Tarazjusz
- Tarazjusz – 25 lutego, 9 marca, 25 października
- Tarsycja – 15 stycznia, 17 lipca
- Tarsylia – 24 grudnia

- Tatiana zob. Tacjana
- Tekla – 30 sierpnia, 23 września, 7 października, 15 października
- Telesfor, Telesfora – 2 stycznia
- Telesfora, zob. Telesfor
- Telimena – 3 lutego
- Temistokles – 21 grudnia
- Teobald – 21 maja, 1 czerwca, 30 czerwca, 8 lipca, 6 listopada
- Teodor – 21 lutego, 26 marca, 20 kwietnia, 22 kwietnia, 5 maja, 20 maja, 29 maja, 31 maja, 21 czerwca, 4 lipca, 27 sierpnia, 19 września, 24 września, 29 października, 9 listopada, 11 listopada
- Teodora – 1 kwietnia, 17 września, 9 listopada
- Teodoryk – 27 stycznia, 2 lutego, 1 lipca, 9 lipca, 25 sierpnia, 7 września, 15 października
- Teodot – 6 maja, 18 maja, 3 lipca, 31 sierpnia, 2 listopada, 14 listopada
- Teodozja – 29 maja, 11 czerwca, 18 lipca
- Teodozjusz – 25 października
- Teodul – 16 lutego, 21 marca, 4 kwietnia, 3 maja, 12 września, 23 grudnia
- Teofil – 27 kwietnia, 2 października, 13 października, 20 grudnia
- Teofila – 28 grudnia
- Teona, zob. Teonas
- Teonas, Teona – 3 stycznia, 22 sierpnia, 28 grudnia
- Teresa – 1 października, 3 października, 15 października
- Tęgomir – 25 listopada
- Tina – 14 maja, 28 lipca
- Tobiasz – 13 czerwca, 2 września, 2 listopada
- Toligniew – 13 lutego
- Tolisław – 25 lutego, 1 kwietnia
- Tolisława – 25 lutego, 25 czerwca
- Tomasz – 28 stycznia, 7 marca, 22 czerwca, 22 września, 18 listopada, 21 grudnia, 29 grudnia
- Tomił – 10 października
- Tomiła – 10 października
- Tomir – 24 września
- Tomira – 24 maja
- Tomisław – 21 grudnia
- Tomisława – 10 lutego
- Tosław, zob. Stojsław
- Treweriusz – 16 stycznia
- Trofim – 11 marca, 18 marca, 14 kwietnia lub 30 czerwca, 19 września, 29 grudnia
- Trofima – 2 czerwca, 5 lipca, 13 lipca, 5 listopada
- Trzebiemir – 15 sierpnia
- Trzebiesław – 13 marca
- Trzebiesława – 12 lutego
- Trzebomysł – 16 maja
- Trzebowit – 6 listopada
- Tuskana – 14 lipca
- Twardomir – 24 września, 24 listopada
- Twardosław – 21 listopada
- Tworzymir – 26 marca
- Tworzysław – 31 grudnia
- Tworzysława – 18 sierpnia
- Tyberiusz – 24 kwietnia
- Tyburcja, zob. Tyburcjusz
- Tyburcjusz, Tyburcy, Tyburcja – 14 kwietnia, 11 sierpnia
- Tyburcy, zob. Tyburcjusz
- Tycjan – 12 stycznia
- Tygriusz – 12 stycznia
- Tymon, Tymona – 28 lipca
- Tymona, zob. Tymon
- Tymoteusz – 24 stycznia, 26 stycznia, 21 maja, 22 sierpnia, 19 grudnia
- Tyter, zob. Dyter
- Tytus – 4 stycznia, 6 lutego, 15 kwietnia, 18 września

### U
- Ubald – 16 maja
- Ubysław – 30 lipca
- Ubysława – 30 lipca
- Ulryk – 14 lipca
- Ulryka – 14 lipca
- Uniebog – 10 listopada
- Uniedrog – 30 grudnia
- Uniegost – 24 września
- Uniemysł – 3 lutego
- Unierad, Unirad – 10 grudnia
- Uniewit – 6 września
- Unimir – 3 grudnia
- Unisław – 18 lipca
- Urban – 2 kwietnia, 16 kwietnia, 25 maja, 2 lipca, 29 lipca, 27 września, 31 października, 19 grudnia
- Uriel – 22 stycznia
- Ursyn – 9 listopada
- Ursycyn – 20 kwietnia, 14 sierpnia, 2 października, 20 grudnia
- Urszula – 29 maja, 21 października

### W
- Wacław – 13 października, 28 września
- Wacława – 13 października, 28 września
- Waldemar – 5 maja, 11 grudnia
- Walenty – 7 stycznia, 14 lutego, 2 maja, 21 maja
- Walentyn – 13 listopada
- Walentyna – 25 lipca, 24 października
- Waleria – 28 kwietnia, 5 czerwca, 9 grudnia
- Walerian – 29 stycznia, 14 kwietnia, 14 czerwca, 23 sierpnia, 15 grudnia
- Waleriana – 17 czerwca
- Waleriusz – 16 stycznia, 28 stycznia, 29 stycznia
- Walery – 27 listopada
- Walter – 2 maja, 5 czerwca, 29 listopada
- Wanda – 26 stycznia, 23 czerwca
- Wanesa, Wanessa – 22 kwietnia
- Warcisław – 1 listopada
- Wawrzyniec – 3 lutego, 22 lipca, 10 sierpnia, 28 września
- Wenancjusz – 18 maja
- Wendelin – 20 października
- Wenerand – 18 stycznia, 25 maja
- Wera – 24 stycznia
- Weridiana – 16 lutego
- Werner – 2 lutego, 19 kwietnia
- Weronika – 13 stycznia, 4 lutego, 17 maja, 9 lipca, 12 lipca
- Wespazjan – 18 lipca
- Wiara, Wiera – 1 sierpnia
- Wieledrog – 24 lutego
- Wielimir – 28 października
- Wielisław – 4 lipca
- Wielisława – 9 grudnia
- Wieńczysław – 25 marca
- Wiesław – 22 maja, 7 czerwca, 21 listopada, 9 grudnia
- Wiesława – 22 maja
- Więcemił – 26 maja
- Więcemir – 19 września
- Więcerad – 6 czerwca
- Więcesław – 28 września
- Więcesława – 18 lutego
- Wiktor – 22 lutego, 27 lutego, 6 marca, 12 kwietnia, 14 maja, 17 maja, 21 maja, 28 maja, 21 lipca, 28 lipca, 16 września, 30 września, 17 października, 8 listopada
- Wiktoria – 29 marca, 20 maja, 12 sierpnia, 21 sierpnia, 8 listopada, 17 listopada, 23 grudnia
- Wiktorian, Wiktoriana, Wiktorianna – 12 stycznia, 23 marca, 16 maja, 10 czerwca, 26 sierpnia
- Wiktoriana, Wiktorianna, zob. Wiktorian
- Wiktoryn – 29 marca, 15 kwietnia, 2 listopada, 8 listopada, 2 grudnia
- Wiktoryna – 10 maja, 1 listopada
- Wilburga – 11 grudnia
- Wilfryd – 12 października
- Wilhelm – 10 stycznia, 6 kwietnia, 28 maja, 8 czerwca, 24 czerwca, 25 czerwca, 5 lipca, 2 września
- Wilhelmina – 19 września
- Wilibald – 7 lipca, 18 grudnia
- Wiltruda – 6 stycznia
- Winand, Winanda – 1 lutego
- Winanda, zob. Winand
- Wincenta – 7 maja
- Wincenty – 22 stycznia, 8 marca, 20 marca, 5 kwietnia, 24 maja, 14 lipca, 19 lipca, 6 sierpnia, 3 września, 25 września, 27 października
- Winebald, zob. Winibald
- Winibald, Wunibald, Winebald, Winibalda – 18 grudnia
- Winibalda, zob. Winibald
- Wiola – 3 maja, 8 września
- Wioleta, Wioletta – 29 października
- Wirgiliusz – 31 stycznia, 27 listopada
- Wirginia – 7 stycznia i 15 grudnia
- Wirginiusz – 22 kwietnia
- Wirydiana, Wirydianna – 16 lutego
- Wirzchosław – 10 sierpnia
- Wirzchosława – 3 marca
- Wisław – 7 czerwca
- Wisława – 22 maja, 15 czerwca
- Wit – 15 czerwca
- Witalis – 28 kwietnia, 10 lipca, 20 października, 4 listopada
- Witburga – 17 marca
- Witold – 15 czerwca, 12 października, 12 listopada
- Witolda – 12 października
- Witomir – 2 maja
- Witomysł – 11 czerwca
- Witosław – 15 czerwca
- Witosława – 4 lutego
- Władysław, Władysława – 12 czerwca, 30 czerwca, 25 września
- Władysława, zob. Władysław
- Włodzimierz – 16 stycznia, 19 kwietnia, 15 lipca, 11 sierpnia
- Włodzisław – 27 czerwca, 25 września
- Włodzisława – 13 grudnia
- Włościbor – 5 stycznia
- Włościsława – 3 stycznia
- Wojbor – 13 sierpnia
- Wojciech – 23 kwietnia
- Wojciecha – 23 kwietnia, 24 lipca
- Wojmir – 11 grudnia
- Wojsław, Wojsława – 2 listopada
- Wojsława, zob. Wojsław
- Wolfgang – 31 października
- Wolfram – 20 marca
- Wolimir – 15 grudnia
- Wrocisław – 22 lutego
- Wrocisława – 23 stycznia
- Wrociwoj – 26 grudnia
- Wszebąd – 9 lipca
- Wszebor – 27 lipca
- Wszebora – 21 października
- Wszeciech – 28 października
- Wszegniew – 15 kwietnia
- Wszemił – 12 maja
- Wszemiła – 22 listopada
- Wszemir – 18 grudnia
- Wszerad – 14 listopada
- Wulstan – 19 stycznia
- Wunibald, zob. Winibald
- Wyszemir – 12 czerwca
- Wyszeniega – 21 lutego
- Wyszesław – 8 czerwca
- Wyszesława – 11 lipca

### Z
- Zachariasz, Zachary – 6 kwietnia, 6 września, 18 września, 23 września
- Zachary, zob. Zachariasz
- Zacheusz – 10 lipca, 23 sierpnia, 17 listopada
- Zawisza – 17 sierpnia
- Zbigniew – 17 lutego, 17 marca, 1 kwietnia, 10 października
- Zbrosław – 28 czerwca
- Zbygniew – 17 marca
- Zbygniewa – 17 marca
- Zbylut – 2 grudnia
- Zbysław – 23 marca, 17 listopada
- Zbysława – 30 listopada
- Zdziebor – 5 maja
- Zdziemił – 7 grudnia
- Zdziesuł – 19 lipca
- Zdziewit – 6 lutego
- Zdzimir – 4 kwietnia
- Zdzisław – 29 stycznia, 28 listopada
- Zdzisława – 16 grudnia
- Zdziwoj – 26 czerwca
- Zefiryn, Zefiryna – 6 kwietnia, 20 grudnia
- Zefiryna zob. Zefiryn
- Zenaida – 5 czerwca, 11 października
- Zenobia – 30 października
- Zenobiusz – 24 grudnia
- Zenon – 14 lutego, 12 kwietnia, 23 czerwca, 9 lipca, 3 września, 22 grudnia
- Zenona – 9 lipca
- Ziemowit – 18 października

\* Znamir – 30 września
- Zoe – 2 maja, 5 lipca
- Zofia – 15 maja, 30 września
- Zoja – zob. Zoe
- Zuzanna – 18 stycznia, 11 maja, 24 maja, 6 lipca, 11 sierpnia, 19 września, 17 października
- Zwnisława – 10 marca
- Zybert, Zybart, Zybracht, Zygbert – 1 lutego, 11 lipca, 27 września
- Zygbert, zob. Zybert
- Zygfryd, Zygfryda – 15 lutego, 22 sierpnia, 27 listopada
- Zygfryda, zob. Zygfryd
- Zyglinda – 24 lipca
- Zygmunt – 2 maja
- Zygmunta – 2 maja, 17 września
- Zyta – 27 kwietnia

### Ż
- Żaklina, zob. Jakubina
- Żaneta – 27 grudnia
- Żanna – 4 lutego, 30 maja, 27 grudnia
- Żegota – 1 lutego
- Żelibrat – 7 listopada
- Żeligniew – 26 stycznia
- Żelisław – 29 stycznia, 21 kwietnia, 23 lipca
- Żyrosław, Żerosław – 17 grudnia
- Żywia – 20 października
- Żywila – 15 lutego